# Mytilenische Debatte

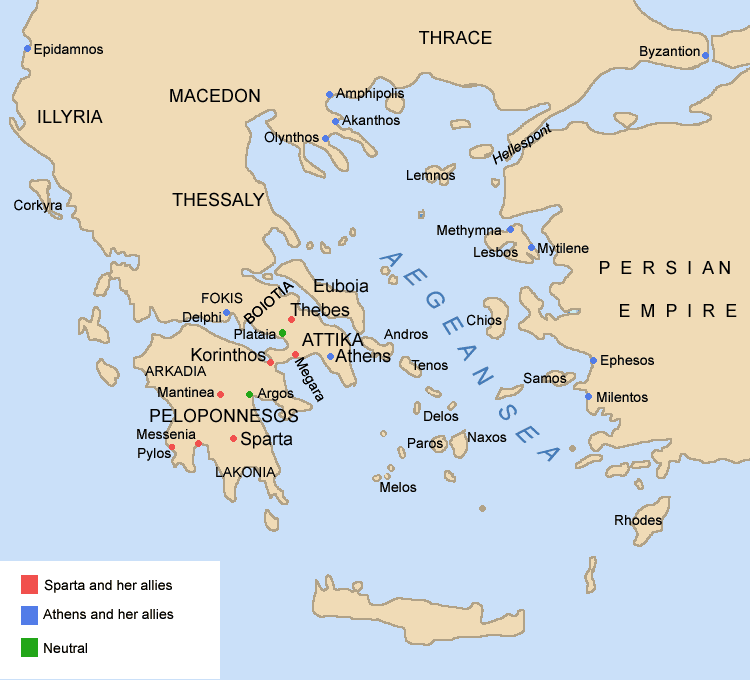
Verbündete im Peloponnesischen Krieg

Die mytilenische Debatte in der Athener Versammlung betraf Repressalien gegen den Stadtstaat Mytilene, der während des Peloponnesischen Krieges erfolglos versucht hatte, die Athener Hegemonie zu beenden. Die Debatte fand 427 v. Chr. statt; Thukydides berichtet davon in Buch drei seiner Geschichte des Peloponnesischen Krieges und nutzt die Ereignisse und Reden als Gelegenheit, um seine Ansichten über die politischen und ideologischen Auswirkungen des Krieges auf die beteiligten Parteien zu reflektieren und darzulegen.

## Gründe für die Revolte
Mytilene war eines der letzten nicht-tributpflichtigen Mitglieder des Attischen Seebunds, die beschlossen, ihre eigenen Kriegsschiffe zu bemannen und Untertanen zum Kampf an der Seite der athenische Flotte zu schicken.  Mytilene befürchtete eine tributpflichtige Demokratie und wollte nicht auf den Status anderer athenischer Verbündeter reduziert werden. Außerdem unterschied sich Mytilene von den meisten Verbündeten, weil es von einer Oligarchie regiert wurde. Mytilene hatte überlegt, das Bündnis mit Athen zu beenden, Sparta hatte aber ihren Aufruf zu einem Bündnis abgelehnt, welches essentiell gewesen wäre. Diese Ablehnung erfolgte jedoch vor dem Ausbruch des Peloponnesischen Krieges, der eine Gelegenheit für die Mytilenier darstellte, die 428 v. Chr. einen Gesandten nach Olympia schickten, um Hilfe von den Peloponnesiern zu ersuchen. Die Mytilenier baten um direkte Hilfe in Mytilene, aber auch bei einer Invasion in Attika, und wiesen darauf hin, dass Athen, da es kürzlich von einer Pest heimgesucht worden war, finanzielle Schwierigkeiten haben würde, an zwei Fronten zu kämpfen.
Thukydides vertritt die mytilenischen Botschafter in Olympia mit der Begründung, Athen habe den Attischen Seebund ausgenutzt und als Mechanismus zur "Versklavung" und Ausbeutung anderer Griechen eingesetzt, sodass es nur eine Frage der Zeit war, bis sie Mytilenes wohlhabende und autonome Insel Lesbos ins Visier nahmen und sie in ihr Unterdrückungssystem zwangen; und dass die Mytilenier nicht darauf warten konnten und sich präventiv losreißen sollten, bevor Athen ihnen ihren Willen aufzwang. Der Peloponnesische Bund erklärte sich bereit, Mytilene zu helfen.
Die mytilenische Regierung bemühte sich unter ihrer Führung um die Vereinigung der fünf Stadtstaaten Lesbos'. Die attische Politik zielte darauf ab, größere Einheiten innerhalb der Konföderation aufzubrechen, und würde keine Verbesserung der mytilenischen Macht unterstützen.

## Die mytilenische Revolte
Die Mytilenier bereiteten sich auf den Aufstand vor, indem sie ihre Häfen füllten, Befestigungen errichteten, zusätzliche Kriegsschiffe bauten und zusätzliches Getreide importierten.   Die Vorbereitungen erregten Aufmerksamkeit und Informanten meldeten Einzelheiten an Athen. Informationen kamen aus verschiedenen Quellen. Drei der anderen Staaten der Insel, Antissa, Eresus und Pyrrha, hatten oligarchische Regierungen. Methymna jedoch hatte eine Demokratie, und unterstützte weder den Aufstand noch die Vereinigung von Lesbos. Einige Mytilenier, bekannt als Proxenoi, meldeten ebenfalls Informationen an Athen. Proxenoi waren eine kleine Fraktion politischer Gegner, deren Temperamente mit der athenischen Demokratie vereinbar waren. Athen wählte diese Beamten aus, um ihre Position intern zu stärken und sich auf die eventuelle Beseitigung der Oligarchien vorzubereiten.
Die Athener reagierten auf die Nachricht, indem sie versuchten, die peloponnesische Hilfe abzufangen und eine von Paches angeführte Flotte nach Lesbos zu schicken. Bei der Ankunft stellte Athen ein Ultimatum, das den Mytilenern befahl, sich zu ergeben und ihre Befestigungen abzureißen, aber sie lehnten ab und der Aufstand folgte.  Die Mytilenier wurden jedoch zum Aufstand gezwungen, bevor sie militärisch bereit waren, sich Athen zu stellen, weil die Proxenoi sie auf Mytilenes Pläne aufmerksam machten. Infolgedessen verloren die Mytilenier schnell und mussten Verhandlungstaktiken anwenden, um auf Zeit zu spielen. Um mehr Zeit für Sparta zu gewinnen, forderten sie einen Waffenstillstand und schickten Vertreter zu Verhandlungen nach Athen.  Die mytilenischen Vertreter forderten die Entfernung der athenischen Flotte, die die Athener sofort bestritten, und die Kämpfe wurden fortgesetzt. Mit Ausnahme von Methymna nahmen alle Lesbos Waffen gegen Athen, aber Lesbos verlor an Boden, als mehr athenische Truppen eintrafen. Mytilene wurde von athenischen Befestigungen umgeben und von Land und Meer isoliert.
Schließlich kam der spartanische Salaethus und erhöhten die Moral, indem sie den Mytileniern versicherten, dass die Peloponnesier in Attika einmarschieren würden, und versprachen, sie im Frühjahr mit einer Flotte zu versorgen.  Wie versprochen wurde Attika angegriffen, aber es half den gefangenen Inselbewohnern wenig, da die Flotte nie ankam und die Nahrungsvorräte erschöpft waren. Die letzte Anstrengung wurde unternommen, als Salaethus die Demos mit Hoplitenarmen versorgte. Nachdem die Unterschicht Waffen erhalten hatte, weigerten sie sich jedoch, den Anweisungen zu folgen und forderten die Oligarchen auf, den Rest des Essens zu übergeben, sonst würden sie sich ergeben.  Die Oligarchen konnten die Nachfrage der Demos nicht befriedigen, da es kein Essen mehr gab. Nachdem die Oligarchen und die Demos die Hoffnungslosigkeit der Situation erkannt hatten, nahmen sie gemeinsam Verhandlungen mit Athen auf.
In jeder Hinsicht waren die Verhandlungsbedingungen in Athen nicht viel besser als die bedingungslose Kapitulation, und das Schicksal des mytilenischen Volkes beruhte auf der Entscheidung des athenischen Volkes. Den Mytilenern wurde nur das Recht eingeräumt, eine Delegation nach Athen zu entsenden, um um Mitgefühl zu bitten. Dies wurde durch die Garantie von Paches unterstützt, dass keine Strafmaßnahmen ergriffen werden, bis die Athener eine Schlussfolgerung vereinbart hatten.

## Die mytilenische Debatte
Als die Mytilenier in Athen ankamen, wurde Salaethus sofort hingerichtet und die Versammlung kam zusammen, um die Situation zu beurteilen und über die Strafmaßnahmen abzustimmen, die ergriffen werden würden. Die Athener Versammlung, die Angst vor einem weiteren Aufstand hatte, verurteilte hastig alle männlichen Bürger von Mytilene zum Tode, während die Frauen und Kinder in die Sklaverei verkauft würden. Nach Thukydides wurde nach der Entscheidung eine Trireme nach Mytilene geschickt, um die Befehle auszuführen, und die Athener, wütend über den vorsätzlichen Aufstand, schlachteten alle Gefangenen, die rund tausend waren.
Am nächsten Tag erkannten die Athener die beispiellose Brutalität ihrer Handlungen und einige zögerten mit der eiligen Entscheidung, die Bürger von Mytilene zu töten und zu versklaven. Eine zweite Debatte, die Thukydides als „mytilenische Debatte“ bezeichnete, fand statt, um die Vorgehensweise zu überdenken, die ergriffen werden sollte. Die Debatte wurde von unterschiedlichen Meinungen bestimmt, von denen die erste von Cleon von Athen vorgestellt wurde. Cleon, ein prominentes Mitglied der athenischen Gesellschaft, sprach sich dafür aus, die vorherige Entscheidung gegen Zweifel zu verteidigen und zu behaupten, dass der Schuldige die Strafe erhalten habe, die er verdient hatte. Cleons Ruf war gewalttätig und rücksichtslos. In der Tat beschreibt Thukydides ihn als „den gewalttätigsten Mann in Athen“.
Cleon stellte zunächst den Wert einer Demokratie in Frage: „Ich persönlich hatte schon oft genug Gelegenheit zu bemerken, dass eine Demokratie nicht in der Lage ist, andere zu regieren, und ich bin davon umso mehr überzeugt, wenn ich sehe, wie Sie jetzt Ihre Meinung ändern die Mytilenier." Er implizierte auch, dass die Athener von einem sophistischen Oratorium erschöpft waren, und stellte den Wert der Redefreiheit in Frage. Er beschrieb die Athener als "Opfer ihrer eigenen Freude am Zuhören und eher wie ein Publikum, das zu Füßen eines professionellen Dozenten sitzt, als wie ein Parlament, das über Staatsangelegenheiten diskutiert.“ Er beendet seine Rede, indem er die Bevölkerung auffordert, nicht „Verräter an sich selbst zu sein.“
Nach Cleons Rede sprach Diodot zur Verteidigung seiner früheren Opposition gegen das Todesurteil. Er erklärte, dass „Eile und Wut ... die zwei größten Hindernisse für einen weisen Rat sind ...“ Diodot argumentierte, das Problem sei keine Frage von Mytilenes Schuld und ob Athen Rache nehmen sollte; Vielmehr ging es darum, was im besten Interesse Athens liegt. Unter Berufung auf eines von Cleons Hauptargumenten für seine Position stellte Diodot die Frage, ob die Todesstrafe wirklich ein Mittel zur Abschreckung von Revolten ist oder genau das Gegenteil. Abschließend bat er die Athener, grundsätzlich zu hinterfragen, was richtig und gerecht ist, und eher auf Mäßigung als auf aggressive Bestrafung zu achten. Stattdessen forderte er die Athener auf, die Mytilenier zu schonen, um ein Bündnis zu schließen.
Nach der Rede von Diodot hat die Versammlung ihre Stimmen neu gefasst. Diodotus' rationales Argument setzte sich durch und brachte die Versammlung dazu, die Mytilenier nicht zu massakrieren. Die Athener, die anfänglich die totale Vernichtung der Mytilenier leidenschaftlich unterstützten, zögerten nun. Infolgedessen wurden die ursprünglich einstimmigen Stimmen knapp zugunsten von Diodotus abgegeben.

## Ergebnisse der Debatte
Letztendlich wurden die Athener von Diodotos’ Argumentation beeinflusst und beschlossen, das Leben der Mytilenier zu verschonen und nur die Führer der Revolte zu exekutieren: Eine weitere Trireme, die über Nacht doppelt besetzt war, wurde sofort entsandt und kam in einer dramatischen Szene gerade rechtzeitig nach Lesbos, um zu verhindern, dass die vorherigen Beschlüsse ausgeführt werden. Die Oligarchie von Mytilene wurde entfernt und die Demokratie installiert. Die Athener zerstörten die Stadtmauer und teilten den größten Teil des lesbischen Landes, das an die Athener verteilt wurde.
Thukydides’ Behandlung der Ereignisse hebt einige der relativen Vorzüge von Oligarchie und Demokratie hervor, wie sie zu dieser Zeit wahrgenommen wurden. Er wirft Fragen für Athens Behandlung seiner Verbündeten im Seebund auf. James Boyd White vermutet, dass die Macht die Athener bereits korrumpierte, obwohl sie immer noch die Fähigkeit zu Mitleid und Mitgefühl hatten. Dies steht im Gegensatz zum späteren Melianischen Dialog, bei dem Athen alle Männer tötete und die Frauen und Kinder in die Sklaverei verkaufte. Alternativ könnte die Hinwendung zu Diodotus’ rationalem Interesse an Cleons Aufruf zur gerechten Rache den Beginn des Rückgangs der Appelle an die Gerechtigkeit und des Niedergangs der Argumentationskultur in Athen markieren.